# Pentas purpurea
Pentas purpurea är en måreväxtart som beskrevs av Daniel Oliver. Pentas purpurea ingår i släktet Pentas och familjen måreväxter.

## Underarter
Arten delas in i följande underarter:
- P. p. mechowiana
- P. p. purpurea